# Matthew Maguire
Matthew Maguire (* 28. Juni 1850 in New York; † 1. Januar 1917 in Paterson, New Jersey) war ein US-amerikanischer Maschinist und Gewerkschafter. Er war Kandidat für das Amt des Vizepräsidenten der Vereinigten Staaten für die Socialist Labor Party of America.

## Leben und Wirken
Matthew Maguire wurde als Sohn einer irischen Einwandererfamilie am 28. Juni 1850 ca. drei Seemeilen vor New York auf einem Schiff geboren. Er war im Kindesalter, als seine Familie nach Paterson zog. Nach Abschluss seiner Schulzeit ging er mit 14 Jahren in einer der Fabriken der Stadt arbeiten.
Im Alter von 20 Jahren heiratete er seine Frau Martha McCormick, mit der er neun Kinder hatte.
Maguire war früh an den Verbesserungen der Arbeitsbedingungen für Lohnarbeiter und an den Verkürzung von Arbeitszeiten interessiert. Er wurde Mitglied der Machinists and Blacksmiths Union, engagierte sich in der Achtstundentag-Bewegung und war erstmals in den 1870ern Streikführer im Streik für kürzere Arbeitszeiten. Schließlich wurde er zum Sekretär der Gewerkschaft in Paterson berufen.
Nachdem Maguire eine Stelle als Maschinist bei der Columbia Iron Company in Brooklyn, New York angenommen hatte, engagierte er sich, die Central Labor Union in New York mit zu gründen, deren erster Sekretär er dann auch wurde. Zeitlich nicht weit davon entfernt kam dann die Idee auf einen Labor Day (deutsch Tag der Arbeit) ins Leben zu rufen und zu organisieren. Ob Matthew Maguire oder letztendlich doch Peter J. McGuire (1852–1906) diese Idee entwickelt hatte, ist noch umstritten. Belegt ist, dass die Central Labor Union den Vorschlag zur Durchführung eines Demonstrations- und Feiertages für Arbeiter übernahm, ein Komitee zur Organisation und Durchführung gründete und 20.000 Einladungskarten verschickte. Matthew Maguire war mit der Organisation und Durchführung des Labor Day beauftragt. Dieser fand schließlich am 5. September 1882 in New York statt, war ein voller Erfolg für alle Beteiligten und sollte von nun an in den Geschichtsbüchern stehen und als Arbeiterfeiertag in vielen Ländern der Welt zelebriert werden.
1889 zog es Maguire wieder zurück nach Paterson, wo er als Alderman in den Rat der Stadt gewählt wurde und 1896 auf dem Ticket der Socialist Labor Party, neben Charles H. Matchett als Präsidentschaftskandidat, für das Amt des Vizepräsidenten kandidierte. Beide erreichten einen Anteil von 36.356 Stimmen und belegten damit den fünften Platz.
Danach wurde es ruhig um ihn. Matthew Maguire verstarb am 1. Januar 1917 in Paterson.

## Historische Aufarbeitung
Dass Maguire nach fast knapp 90 Jahren wieder ins Blickfeld der Geschichtsschreibung kam, ist George Pearlman zu verdanken. Er war ebenfalls Maschinist und widmete sich nach seiner Pensionierung als Hobbyhistoriker der Entstehungsgeschichte des Labor Day. Pearlman kam nach intensiver Recherche zu der Ansicht, Maguire sei der wahre Urheber des Feiertages. Sein umfangreiches Material fand auch bei Historikern Anerkennung. Pearlman zwang mit seinem Report 1973 selbst Regierungsstellen, von der seit 1897 durch ein Tischler-Magazin veröffentlichten Version der Urheberschaft des Labor Day durch Peter J. McGuire Abstand zu nehmen und die kontroverse Sichtweise zu übernehmen.
Nach wie vor halten die US-Gewerkschaften an Peter J. McGuire als Urheber des Labor Day fest und der schlussendliche Beweis konnte bisher auch noch von keiner Seite erbracht werden.